# 쿵푸 팬더 (영화 시리즈)

영어 로고

《쿵푸 팬더》(Kung Fu Panda)는 파라마운트 픽처스가 배급하고 드림웍스 애니메이션이 제작한 애니메이션 미디어 프랜차이즈이다.

## 영화
- 쿵푸 팬더
- 쿵푸 팬더 2
- 쿵푸 팬더 3
- 쿵푸 팬더 4